# Krešimir Ćosić
Krešimir Ćosić (Zagreb, 26 november 1948 - Baltimore, 25 mei 1995) was een Kroatisch basketballer en basketbalcoach.

## Carrière
Hij begon zijn carrière als basketballer bij KK Zadar. Bij Zadar won hij drie Joegoslavische competitietitels: in 1965, 1967 en 1968.
In de zomer van 1968, zat Ćosić in een Europees team met de Finse speler Veikko Vainio. Vainio, een student aan de Brigham Young University, vertelde hem over het leven op de universiteit en nodigde hem uit om voor de BYU Cougars te komen spelen. Ćosić accepteerde deze uitnodiging en verhuisde naar de Verenigde Staten, in 1969. In zijn eerste jaar speelde hij in 12 wedstrijden voor het eerstejaarsteam, met een gemiddelde van 17,4 punten en 12,6 rebounds per wedstrijd. In zijn tweede jaar had hij een gemiddelde van 15,1 punten en 12,6 rebounds per wedstrijd, waarmee hij BYU naar het WAC Kampioenschap van 1971 leidde.
In zijn junior jaar leidde hij zijn team opnieuw naar het WAC Kampioenschap, met een gemiddelde van 22,3 punten en 12,8 rebounds per wedstrijd en kreeg hij de All-American onderscheiding van de United Press International, waarmee hij de eerste niet-Amerikaanse speler was die dat bereikte. In 1972 werd hij in de NBA gedraft door de Portland Trail Blazers, in de 10e ronde (144e overall), maar hij koos ervoor om bij BYU te blijven.
Als senior had hij een gemiddelde van 20,2 punten en 9,5 rebounds per wedstrijd en kreeg hij opnieuw een All-American onderscheiding van de United Press International. Zijn college basketbalgemiddelde voor zijn carrière was 18,9 punten en 11,8 rebounds per wedstrijd.
Bij de NBA draft in 1973 werd Ćosić gedraft door de Los Angeles Lakers in de 5e ronde (84e overall). Hij wees verschillende professionele aanbiedingen van de NBA en ABA af en keerde terug naar huis in Kroatië, waar hij opnieuw speelde bij KK Zadar, van 1973 tot 1976. Hij was verantwoordelijk voor het halen van de eerste Amerikaan naar een Joegoslavische basketbalploeg, namelijk Doug Richards.
Daarna speelde hij bij AŠK Olimpija (1976-1978), Virtus Bologna (1978-1980) en Cibona Zagreb (1980-1983). Cibona's winning streak in de jaren 80 was grotendeels te danken aan Ćosić en was ook hun eerste Europese beker.

## Nationale ploeg
Hij won op de Olympische Spelen een gouden en twee zilveren medailles. Op de Wereldkampioenschappen won hij tweemaal goud en tweemaal zilver. Hij werd driemaal Europees kampioen won drie zilveren medailles en een bronzen. 

## Latere carrière
Cosic wees coachingsaanbiedingen af om Kroatië te kunnen helpen tijdens de oorlog in het begin van de jaren '90. Hij werkte op de ambassade van Kroatië in de VS, als plaatsvervangend ambassadeur in Washington D.C. Hij was destijds de enige die kon helpen misvattingen over de oorlog uit de wereld te helpen. Zijn sterke connecties hebben Kroatië geholpen en hij ontving de Freedom Award voor zijn bijdrage aan het bevorderen van vrede en verzoening voor alle etnische groepen in Kroatië.
Tijdens zijn studie aan de Brigham Young University bekeerde Ćosić zich tot de Kerk van Jezus Christus van de Heiligen der Laatste Dagen, en later diende hij als voorzitter van de LDS-priesterorde in het post-communistische Kroatië. Hij werd gedoopt door Hugh Nibley, een van de meest gevierde geleerden van de LDS kerk. Ćosić introduceerde ook de LDS Kerk in voormalig Joegoslavië. Hij vertaalde het Boek van Mormon in het Kroatisch. Volgens Nibley zei Ćosić tegen hem: "Er zijn honderd redenen waarom ik me niet bij de kerk zou aansluiten, en maar één reden waarom ik dat wel zou doen - omdat het waar is."

## Erelijst
- Joegoslavisch landskampioen: 1965, 1967, 1968, 1974, 1975, 1982
- Joegoslavisch bekerwinnaar: 1981, 1982, 1983
- Italiaans landskampioen: 1979, 1980
- Saporta Cup: 1982
- 2× EuroBasket MVP: 1971, 1975
- FIBA Order of Merit: 1994
- Olympische Spelen: 1x , 2x
- Wereldkampioenschap: 2x , 2x
- Europees kampioenschap: 3x , 3x , 1x
- Middellandse Zeespelen: 2x